# Lecanora formosa
Lecanora formosa är en lavart som först beskrevs av Francesco Baglietto och Antonio Carestia, och fick sitt nu gällande namn av Johannes-Günther Knoph och Christian Leuckert. Lecanora formosa ingår i släktet Lecanora, och familjen Lecanoraceae. Enligt den finländska rödlistan är arten otillräckligt studerad i Finland. Arten är reproducerande i Sverige. Artens livsmiljö är klippor (inklusive flyttblock).